# Goodwin Peak
Goodwin Peak (in lingua inglese: Picco Goodwin) è un picco roccioso antartico, alto 2.770 m, situato 6 km a nordest del Monte Bolton, sul versante settentrionale della Haworth Mesa nei Wisconsin Range della catena dei Monti Horlick, nei Monti Transantartici, in Antartide.
Il picco è stato mappato dall'United States Geological Survey (USGS) sulla base di rilevazioni e foto aeree scattate dalla U.S. Navy nel periodo 1960-64.
La denominazione è stata assegnata dall'Advisory Committee on Antarctic Names (US-ACAN), in onore del comandante Edmund E. Goodwin, ufficiale per le relazioni pubbliche nello staff di comando delle U.S. Naval Support Force in Antartide, durante l'Operazione Deep Freeze del 1965 e 1966.